# PlayStation Eye
O PlayStation Eye é uma câmera digital para PlayStation 3, sucessor do EyeToy para PlayStation 2. A Câmera foi lançada em 23 de Outubro de 2007 nos Estados Unidos, em 25 de Outubro de 2007 no Japão e na Austrália e em 26 de Outubro de 2007 na Europa.

## Funcionalidades
Com a PlayStation Eye o usuário pode conversar com os amigos da Playstation Network através de Video Chat. Além disso, poderá gravar videos diretamente pelo console e salvá-los. Em alguns jogos a câmera faz um papel secundário, como em LittleBigPlanet, que o usuário pode usá-la para criar "adesivos", mas em jogos como The Eye of Judgment ela é obrigatória. A câmera também é obrigatória para uso do PlayStation Move.

## Playstation Move
A Playstation Eye é obrigatória para o uso do controle da Sony, chamado PlayStation Move. Ela vai registrar tanto os movimentos do controle como os movimentos corporais do jogador.